# Entacmaea quadricolor

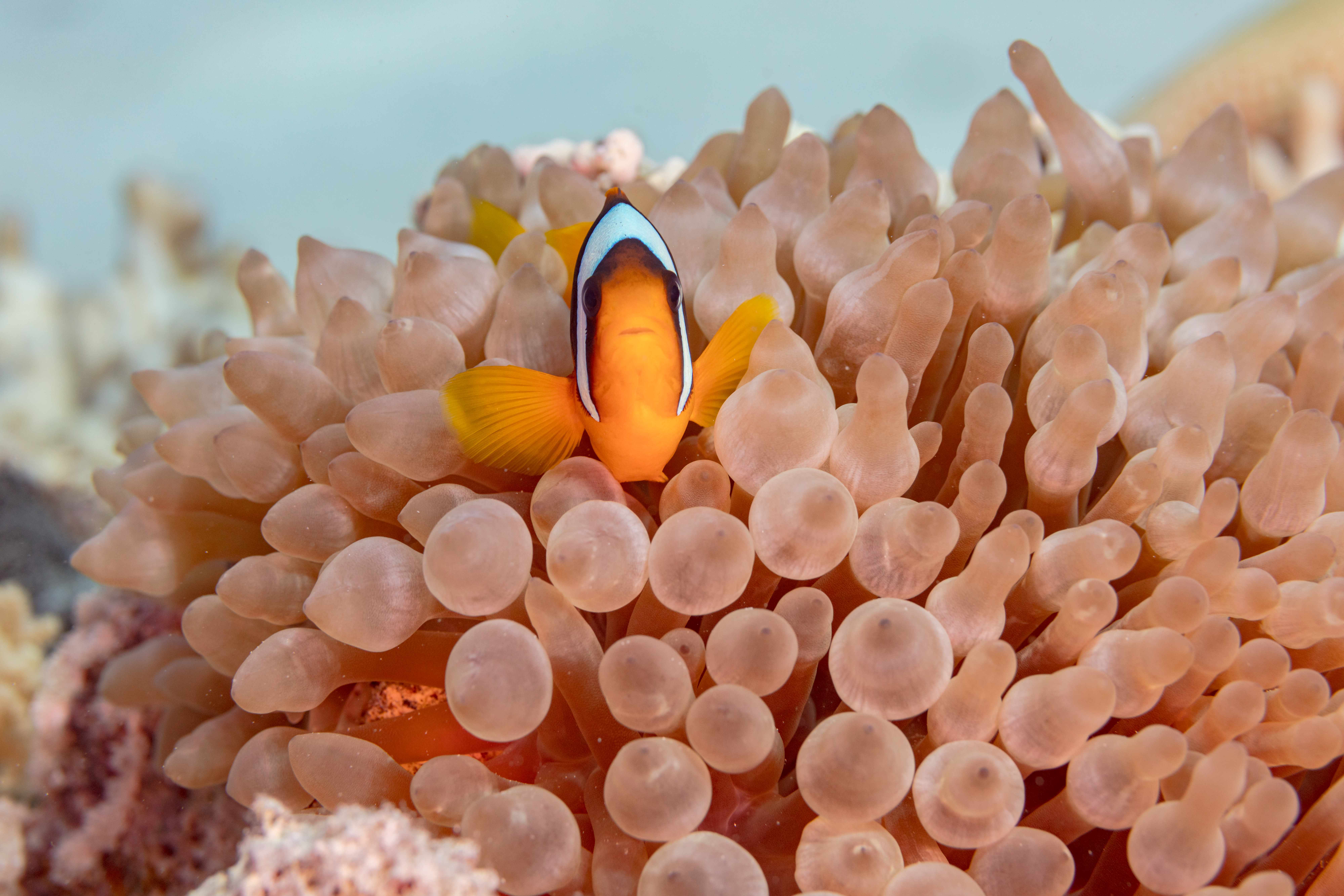
Amphiprion bicinctus en Entacmaea quadricolor.

Entacmaea quadricolor es una anémona de mar de la familia Actiniidae.
Es de las denominadas "hospedantes", dado que realizan simbiosis con otras especies animales, más comúnmente con peces payaso del género Amphiprion como: A. clarkii, A. ephippium o A. frenatus, aunque también se asocian otras especies de peces con esta anémona, como Premnas biaculeatus y Dascyllus trimaculatus. También con gambas como Ancylomenes longicarpus o Periclimenes brevicarpalis.
Esta anémona recibe su nombre vulgar, anémona burbuja, de los engrosamientos en forma de bulbos que tienen sus tentáculos en el tercio superior.

## Morfología
Su cuerpo es cilíndrico, su extremo basal es un disco plano que funciona como pie, el disco pedal, y su extremo apical es el disco oral, el cual tiene la boca en el centro, y alrededor tentáculos compuestos de cnidocitos, células urticantes provistas de neurotoxinas paralizantes en respuesta al contacto, para evadir enemigos o permitirle ingerir presas más fácilmente hacia la cavidad gastrovascular.
Su cuerpo es liso y claramente separado de su borde superior por un canal, careciendo de vesículas bordeantes, como otras especies de anémona. Su coloración puede ir desde el rosado-naranja hasta el marrón claro, blanco o verde. Sus tentáculos, con las puntas frecuentemente abultadas como ampollas redondeadas, están dispuestos en varios círculos concéntricos, siendo los tentáculos del anillo interior distintivamente más largos.

## Hábitat y distribución
Asociadas a arrecifes. Su rango de profundidad es entre bajamar y 40 metros de profundidad. Normalmente fijadas en grietas o agujeros, de tal modo que solamente se ven sus tentáculos, ocultando su disco pedal dentro. En aguas superficiales se las encuentra en grandes colonias de individuos pequeños, en ocasiones adyacentes muchos ejemplares, formando grandes extensiones de tentáculos. Frente a ejemplares mayores, de hasta 50 cm de diámetro, localizados aisladamente y a más profundidad. Estos ejemplares, debido a la menor intensidad lumínica, no suelen desarrollar los abultamientos en el extremo de sus tentáculos, presentando un aspecto uniformemente cilíndricos, por lo que se puede confundir con otras especies de anémona como la Macrodactyla doreensis o la Condylactis gigantea, e incluso con la Heteractis magnifica.
Se distribuyen en aguas tropicales del océano Indo-Pacífico, incluido el Mar Rojo, hasta Micronesia y Melanesia, y desde Japón al norte, hasta Australia al sur.

## Alimentación
Las anémonas burbuja contienen algas simbióticas (mutualistas:ambos organismos se benefician de la relación) llamadas zooxantelas. Las algas realizan la fotosíntesis produciendo oxígeno y azúcares, que son aprovechados por las anémonas, y se alimentan de los catabolitos de la anémona (especialmente fósforo y nitrógeno). No obstante, las anémonas se alimentan tanto de los productos que generan estas algas (entre un 75 y un 90 %), como de las presas de zooplancton o peces, que capturan con sus tentáculos.

## Reproducción
Sexual y asexual, por brotes o división. La Entacmaea es la única anémona marina que produce regularmente gametos en cautividad. Suele ocurrir unos días después de la luna llena, durante abril y mayo. También se puede reproducir artificialmente, dividiéndola en dos partes, mediante un corte que parta su boca, que es otro de los sistemas que la Entacmaea utiliza para reproducirse, tanto en la naturaleza, como en cautiverio. Los nuevos ejemplares surgidos serán más resistentes para mantener en cautividad que los capturados en su hábitat natural.

## Mantenimiento en acuarios
La quadricolor es considerada por la mayoría de autores como una de las anémonas más duras, o fáciles de mantener en acuarios. No obstante, deberemos cuidar su aclimatación al introducirlas en nuestro acuario. No sólo en cuanto al cambio gradual de los parámetros fisicoquímicos, empleando un goteo lento; sino colocándola en la parte más sombría del acuario y apagando las luces, que de poderse, iremos aumentando gradualmente.
Una vez que la anémona encuentre su sitio en el acuario, pues se desplazará hasta encontrarlo, debemos alimentarla dos o tres veces por semana. Aceptará artemia, mysis, trozos de mejillón, gambas, o pescado (cuidado con los peces pequeños y lentos, porque pueden acabar en sus tentáculos). Si alimentamos a diario nuestro acuario por otros animales, no será necesario alimentar directamente a nuestra anémona, que se encargará por sí sola de proveerse alimento con sus tentáculos. Pues de lo contrario, corremos el riesgo de sobrealimentarla y llevarla a la muerte.

## Galería

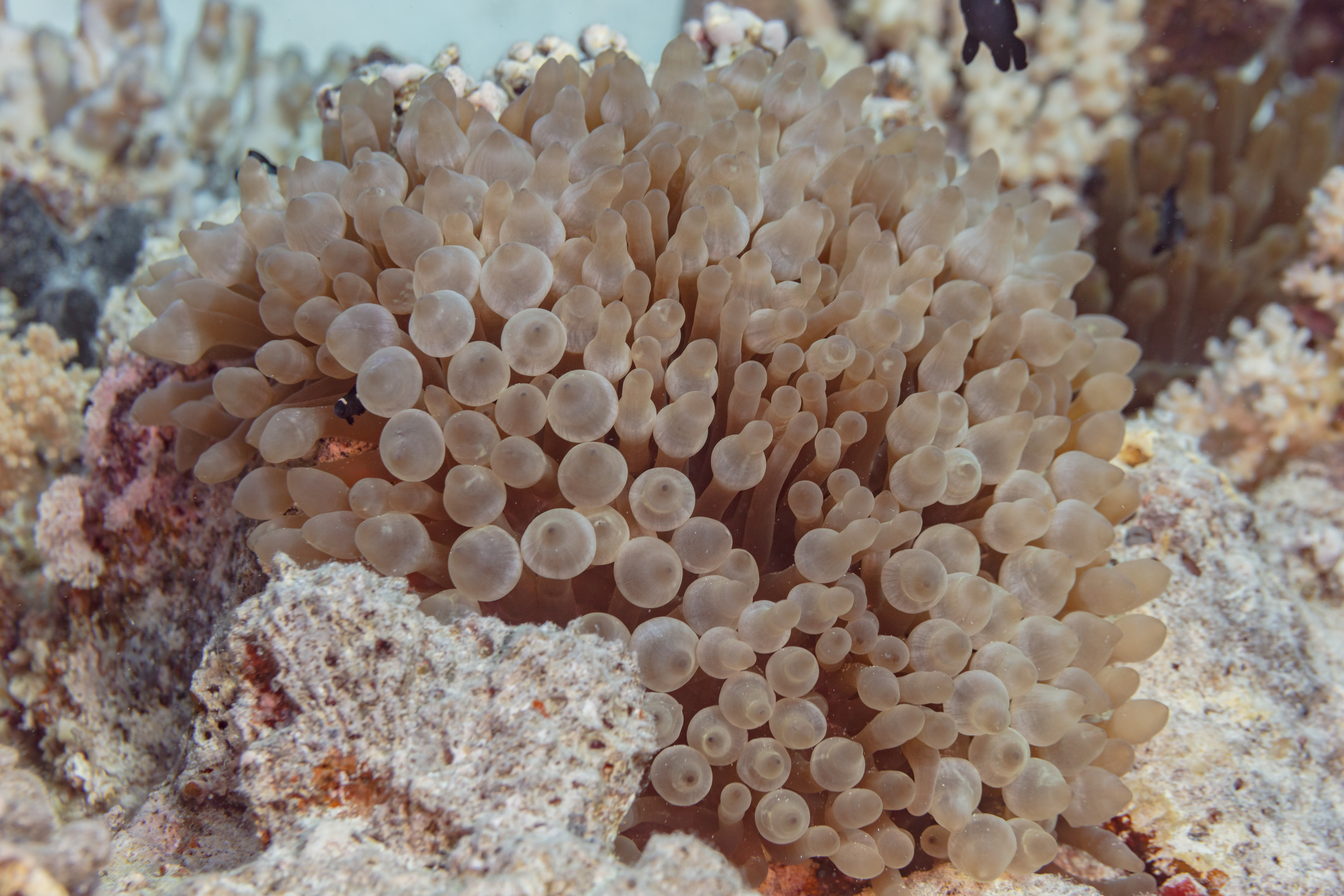
Ejemplar en el mar Rojo.
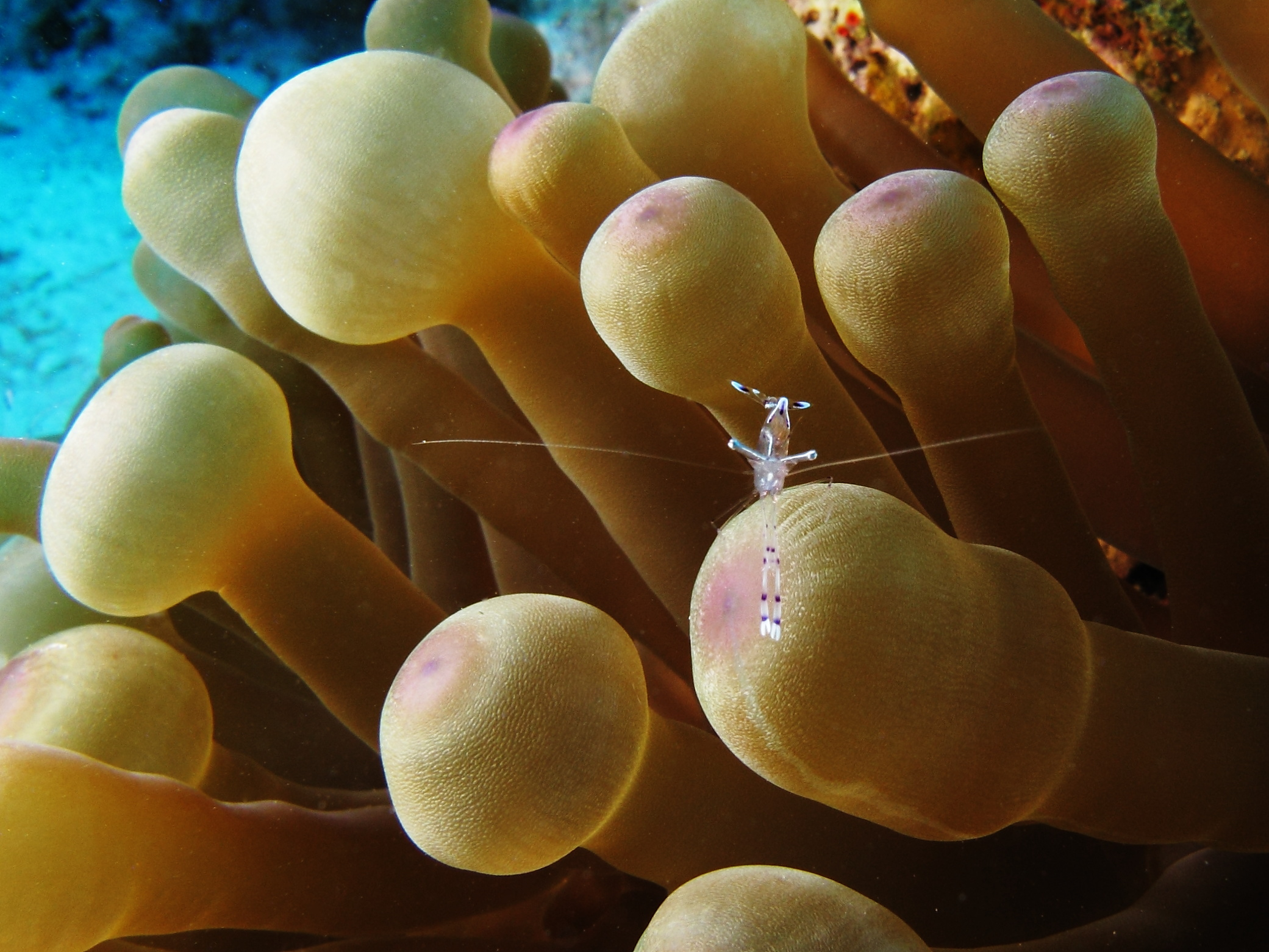
Ancylomenes longicarpus entre tentáculos de E. quadricolor.
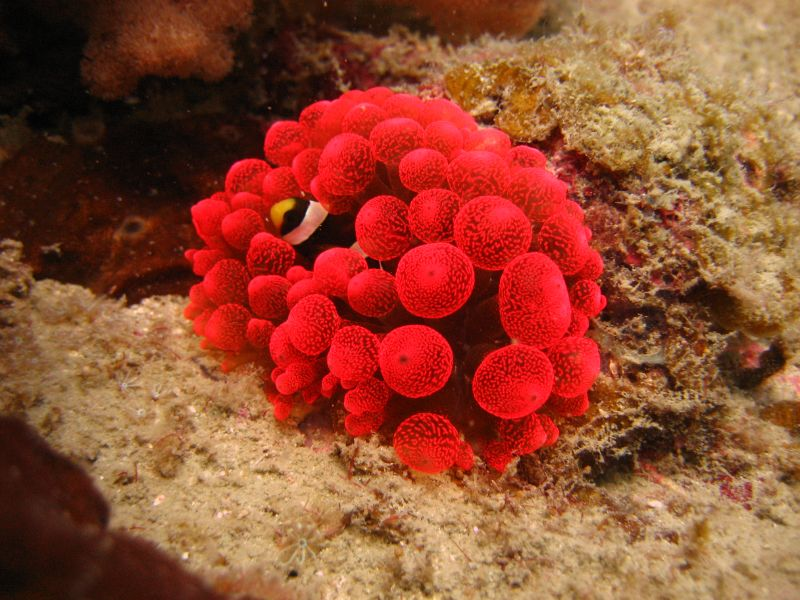
Amphiprion latifasciatus en Entacmaea quadricolor.
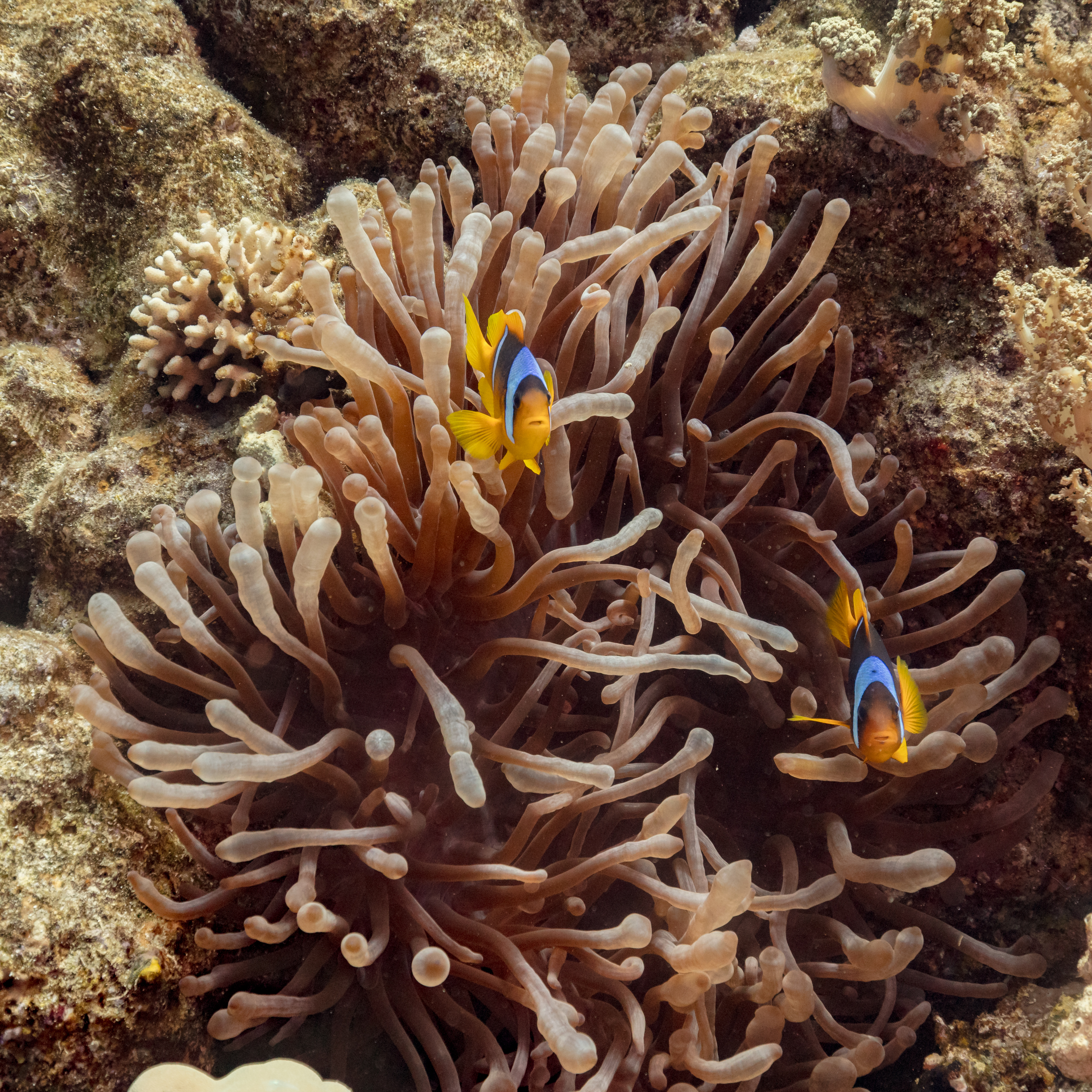
Pareja de Amphiprion bicinctus en Entacmaea quadricolor.
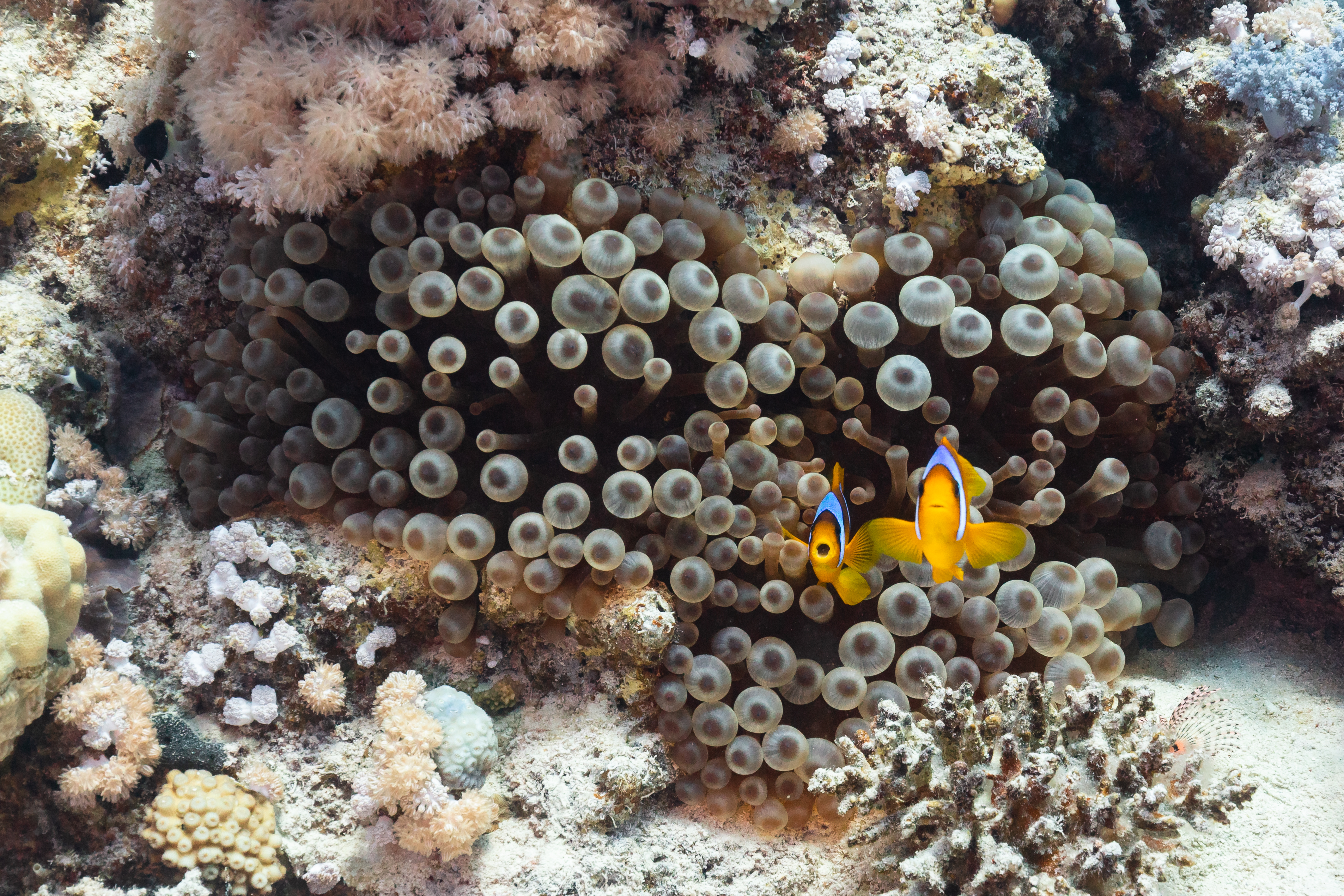
Peces payaso (Amphiprion bicinctus) en una anémona burbuja.
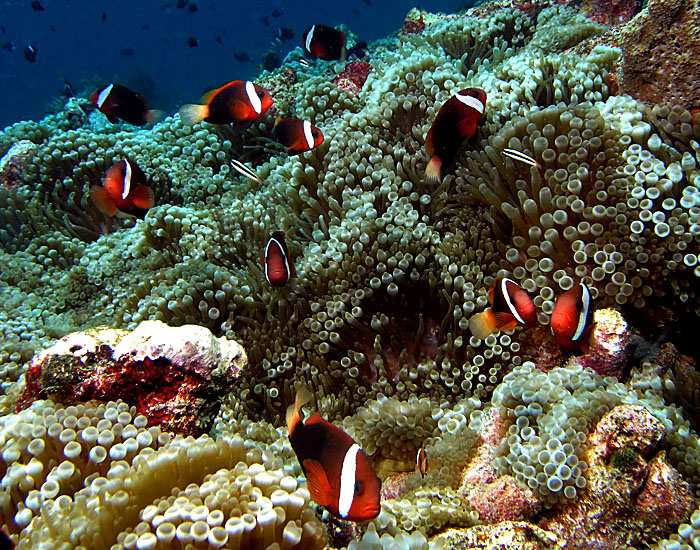
Colonia de A. melanopus en E. quadricolor.
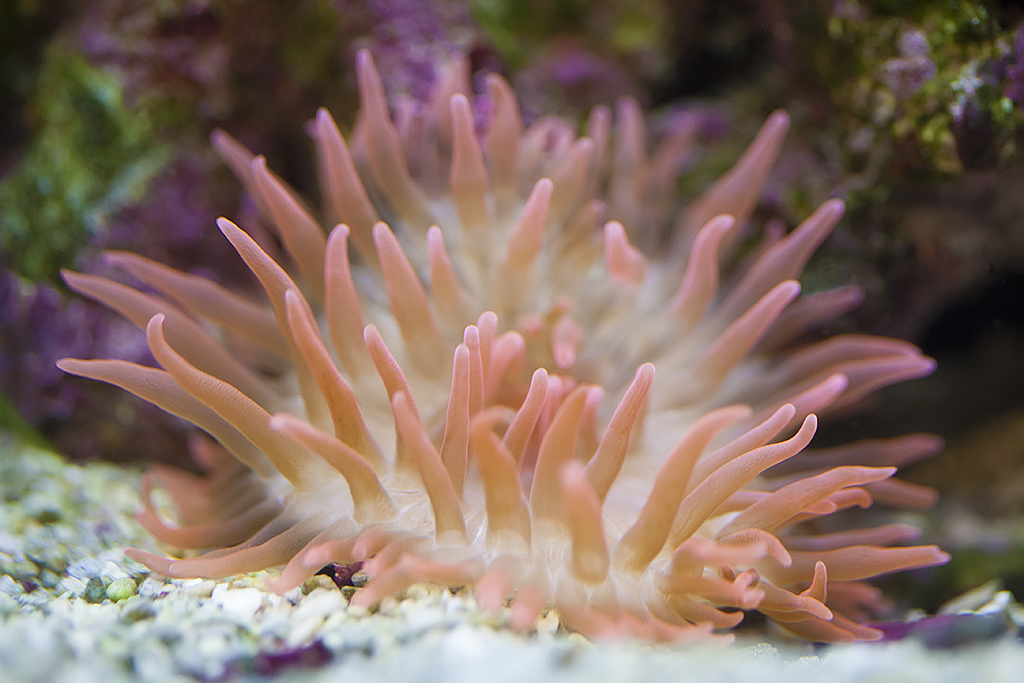
Entacmaea quadricolor sin abultar sus tentáculos.
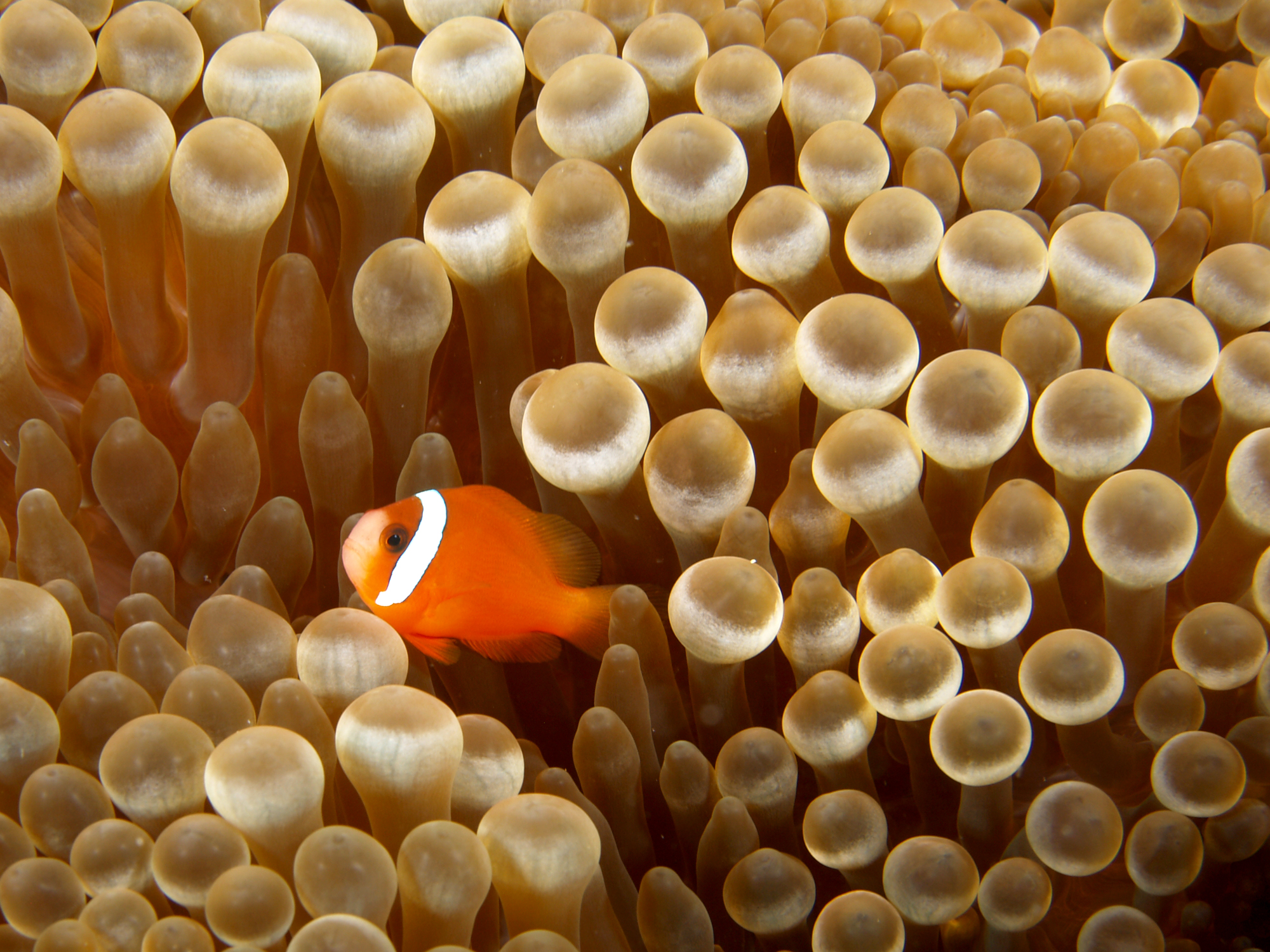
Amphiprion frenatus en Entacmaea quadricolor.